# ダクティリオセラス科
ダクティリオセラス科（学名：Dactylioceratidae）は、前期ジュラ紀のアンモナイトであり、後期・中期ジュラ紀のステファノセラス科や後期ジュラ紀のペリスフィンクテス科に似た、円盤状で一般に結節状の殻を持つ。殻は縮閉線状や伸開線状に巻いていた。

## 説明

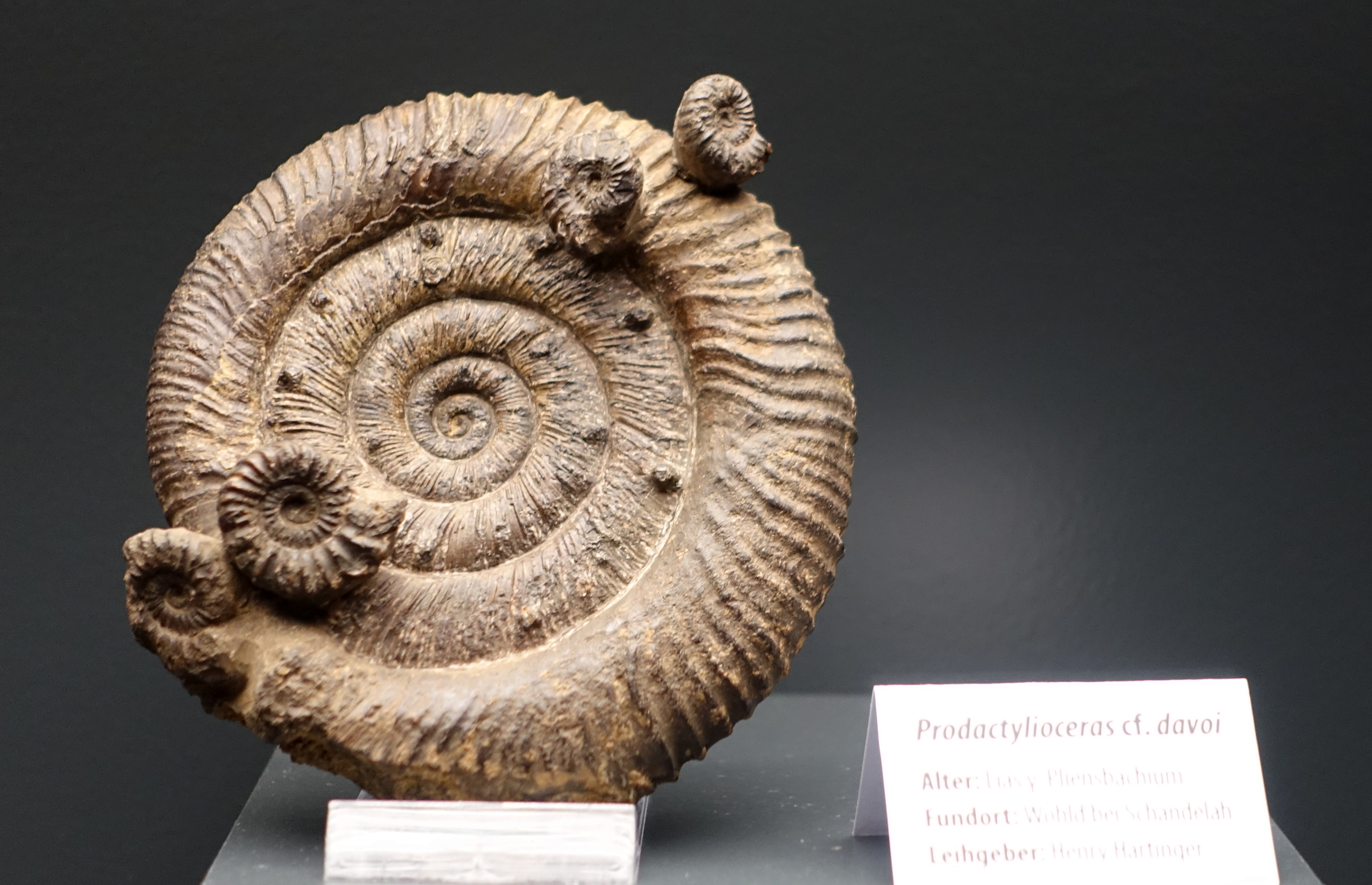
プロダクティリオセラス cf. ダヴォエイ

このアンモナイトの殻は進化し、縮閉線状から伸開線状で、肋があり、一部には結節があったが、この属にはキールがなかった。ステファノセラス科やペリスフィンクテス科と同型であるが、二重殻と内殻に平らな頂部の肋を持つ独特の殻構造を持っていた。縫合線の違いからこの科は2つの亜科に分けられる。その1亜科であるレイネスコエロセラス亜科は外鞍の縁側に2つの大きな突起を持つ。この鞍山はダクティリオセラス亜科ではこのように分岐しておらず、突起は深い三稜のよう。

## 進化
この科は多系統であるとされてきたが、現在では誤りであると考えられている。レイネスコエロセラス亜科は、前期プリンスバッキアンにメタデロセラスから進化し、後期プリンスバッキアンに絶滅した。ダクティオセラス亜科の最古の属であるレイネソセラスは、セトノセラス、あるいはプロダクティリオセラスの前期トアルシアンに進化した。

ダクティリオセラス科の属のおおよその生息期間。

## 下位分類群
- ダクティリオセラス科 Hyatt, 1867
  - レイネスコエロセラス亜科 Dommergues, 1986
    - レイネスコエロセラス Géczy, 1976
    - ベットニセラス Wiedenmayer, 1977
    - プロダクティリオセラス Spath, 1923
    - セトノセラス Wiedenmayer, 1977

  - ダクティリオセラス亜科 Hyatt, 1867
    - レイネソセラス Spath, 1936
    - ダクティリオセラス Hyatt, 1867
      - D. (Dactylioceras) Hyatt, 1867
      - D. (Orthodactylites) Buckman, 1926
      - D. (Iranodactylites) Repin, 2000
      - D. (Eodactylites) Schmidt-Effing, 1972

    - ノディコエロセラス Buckman, 1926
    - ペロノセラス Hyatt, 1867
    - ズゴダクティリテス Buckman, 1926
    - ポルポセラス Buckman, 1911
    - セプティマニセラス Fauré, 2002
    - カタコエロセラス Buckman, 1923
    - コリーナ Bonarelli, 1893
    - トクリテス Repin, 2016